# David Min
David Min (Zaandam, 23 juni 1999) is een Nederlands voetballer die als aanvaller voor FC Utrecht speelt.

## Carrière
David Min speelde tot 2018 in de jeugd van Fortuna Wormerveer, waarna hij transfervrij naar RKC Waalwijk vertrok. Hier speelde hij voor Jong RKC Waalwijk. In het seizoen 2018/19 zat hij eenmaal op de bank bij het eerste elftal. In 2020 maakte hij de overstap naar het eerste elftal en op 13 september debuteerde hij in de Eredivisie voor RKC. Dit was in de met 0-1 verloren thuiswedstrijd, waarin hij in de 70e minuut inviel voor James Efmorfidis. In het seizoen 2024/25 maakte hij een overstap naar FC Utrecht.

### Statistieken
| Seizoen                  | Club           | Land           | Competitie     | Competitie | Competitie | Beker | Beker | Totaal | Totaal |
| Seizoen                  | Club           | Land           | Competitie     | Wed.       | Dlp.       | Wed.  | Dlp.  | Wed.   | Dlp.   |
| ------------------------ | -------------- | -------------- | -------------- | ---------- | ---------- | ----- | ----- | ------ | ------ |
| 2018/19                  | RKC Waalwijk   | Nederland      | Eerste divisie | 0          | 0          | 0     | 0     | 0      | 0      |
| 2020/21                  | RKC Waalwijk   | Nederland      | Eredivisie     | 5          | 1          | 0     | 0     | 5      | 1      |
| 2021/22                  | RKC Waalwijk   | Nederland      | Eredivisie     | 0          | 0          | 0     | 0     | 0      | 0      |
| 2022/23                  | Telstar        | Nederland      | Eerste divisie | 32         | 7          | 1     | 0     | 33     | 7      |
| 2023/24                  | RKC Waalwijk   | Nederland      | Eredivisie     | 27         | 10         | 0     | 0     | 27     | 10     |
| Carrièretotaal           | Carrièretotaal | Carrièretotaal | Carrièretotaal | 64         | 18         | 1     | 0     | 65     | 18     |
| Bijgewerkt op 5 mei 2024 |                |                |                |            |            |       |       |        |        |